# Sport Club Atlético
Maillots

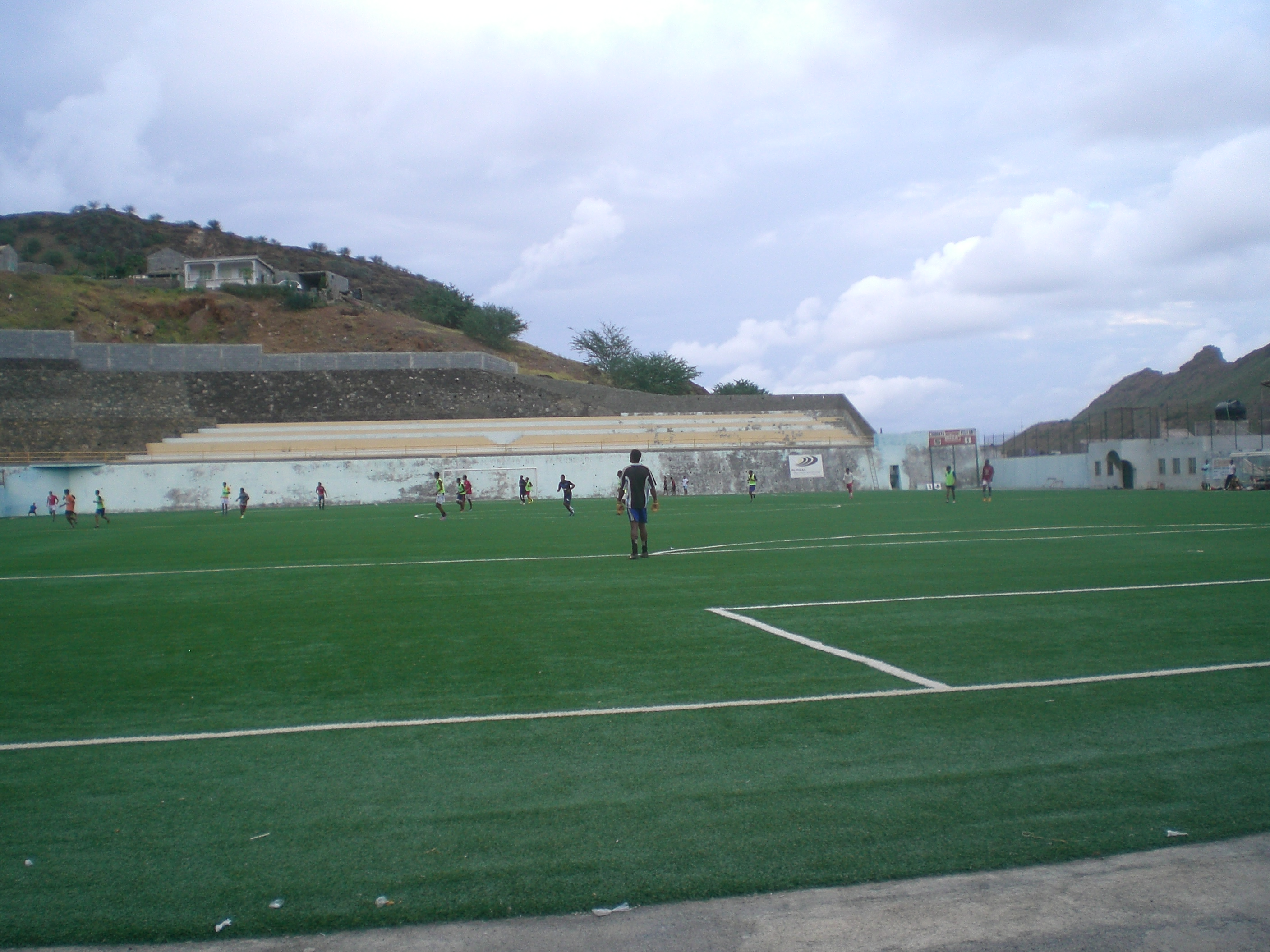
Stade João de Deus Lopes da Silva, maison de SC Atlético

Le Sport Club Atlético (en Créole cap-verdien : SK Atlétiku) est un club cap-verdien de football basé à Ribeira Brava, sur l'île de São Nicolau.

## Uniformes et histoires des uniformes
Est couleur de uniforme est rouge et blanc pour matches domiciles et blanc et rouge pour matches visiteurs.

## Histoire
- 1977 : Fondation du club

## Palmarès
- Championnat de L'île de São Nicolau :
  - Vainqueur en 1993/94, 1994/95, 1999/00, 2001/0, 2013/14[1] et 2015/16

- Coupe de São Nicolau :
  - Vainqueur en 2008 et 2014

- Super Coupe de São Nicolau :
  - Vainqueur en 2014

- Tournoi d'Ouverture de São Nicolau (2) :
  - Vainqueur en 2002 et 2015

## Performance dans les compétitions de la CAF

### CAF Cup
1 participation
1995:disqualifiée en Premier Tour

## Bilan saison par saison

### Competition national (étage de groupe)
|      | Groupe | Positions | Points | Journées | V | N | D | B.M. | B.P. | Diff. |
| 2000 | 1A     | 2         | 5 pts  | 3        | 1 | 2 | 0 | 6    | 3    | +3    |
| 2002 | 1      | 5         | 16 pts | 8        | 5 | 1 | 2 | 15   | 9    | +6    |
| 2012 | 1B     | 3         | 15 pts | 5        | 5 | 0 | 0 | 15   | 8    | +7    |
| 2014 | 1B     | 3         | 7 pts  | 5        | 2 | 1 | 2 | 3    | 3    | 0     |
| 2016 | 1A     | 5         | 4 pts  | 5        | 1 | 1 | 3 | 5    | 10   | -5    |

### Competition régionale
|         | Groupe | Positions | Points | Journées | V  | N | D | B.M. | B.P. | Diff. |
| 2001-02 | 2      | 1         | -      | -        | -  | - | - | -    | -    | -     |
| 2011-12 | 2      | 1         | -      | -        | -  | - | - | -    | -    | -     |
| 2013-14 | 2      | 1         | 32 pts | 14       | 10 | 2 | 2 | 27   | 8    | +22   |
| 2014-15 | 2      | 2         | 27 pts | 13       | 8  | 3 | 2 | 19   | 9    | +10   |
| 2015-16 | 2      | 1         | -      | 14       | -  | - | - | -    | -    | -     |

## Statistiques
- Meilleur classement : Finaliste
- Points engrangés pour la saison : 16
- Goals engrangés pour la saison, Nationale : 15 (saison régulière), 20 (totale)
- Victoires engrangées pour la saison : 7 (nationale), en 2004

## Anciens joueurs
- Gerson (en 2012)